# Funso Ojo
Funso Ojo (Amberes, Bélgica, 28 de agosto de 1991) es un futbolista belga que juega de centrocampista en el Shrewsbury Town F. C. de la League One. 

## Trayectoria
Ojo debutó oficialmente en el PSV en la temporada 2008-09 en la Eredivisie, donde jugó en las escuadras juveniles del club en la Copa de los Países Bajos. Luego, fue trasladado desde las inferiores a la primera división del equipo, por lo cual debutó oficialmente en la primera división del PSV en la Eredivisie el 5 de mayo de 2009 ante el Willem II Tilburg.

## Selección nacional
Ha sido internacional con la selección de fútbol sub-21 de Bélgica.

## Clubes
| Club                           | País         | Año           |
| ------------------------------ | ------------ | ------------- |
| PSV Eindhoven                  | Países Bajos | 2009-2012     |
| VVV Venlo (cedido)             | Países Bajos | 2011          |
| Beerschot A. C.                | Bélgica      | 2012-2013     |
| Royal Antwerp F. C.            | Bélgica      | 2013-2014     |
| F. C. Dordrecht                | Países Bajos | 2014-2015     |
| Willem II                      | Países Bajos | 2015-2017     |
| Scunthorpe United F. C.        | Inglaterra   | 2017-2019     |
| Aberdeen F. C.                 | Escocia      | 2019-2022     |
| Wigan Athletic F. C. (cedido)  | Inglaterra   | 2021          |
| Port Vale F. C.                | Inglaterra   | 2022-presente |
| Shrewsbury Town F. C. (cedido) | Inglaterra   | 2024-presente |

## Palmarés

### Títulos nacionales
| Título                   | Club          | País         | Año  |
| ------------------------ | ------------- | ------------ | ---- |
| Copa de los Países Bajos | PSV Eindhoven | Países Bajos | 2012 |